# بيدرو فيغاري
بيدرو فيجاري 29 يونيو 1861، 24 يوليو 1938) رسام أوروغواياني، وهو محام وكاتب وسياسي. على الرغم من أنه لم يبدأ ممارسة هوايته حتى السنوات الأخيرة من حياته، ومن المعروف انه كما الرسام الحداثي الذي أكد في وقت مبكر الاستيلاء على الجوانب اليومية للحياة في عمله. في معظم أعماله الفنية.
أعماله الفنية في المقام الأول من الذاكرة، وهو أسلوب عمله الذي يعطي شعورا أكثر شخصية. بأسلوبه الفريد، الذي ينطوي على اللوحة دون وجود نية لخلق الوهم، مع غيره من الفنانين البارزين في أمريكا اللاتينية مثل دييغو ريفيرا ودو أمارال، فجرت ثورة الهوية في عالم الفن في أمريكا اللاتينية.

## أعماله الفنية

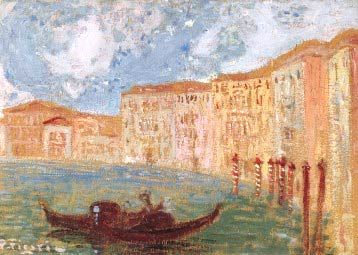
Venecia (óleo s/cartón) - Venice (oil on cardboard) - 35x50cm
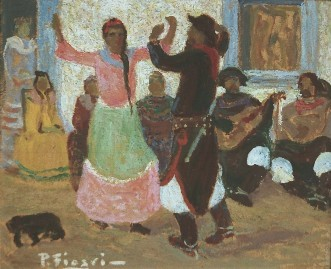
Bailecito (óleo s/cartón) - Just a Dance (oil on cardboard) - 33x40cm
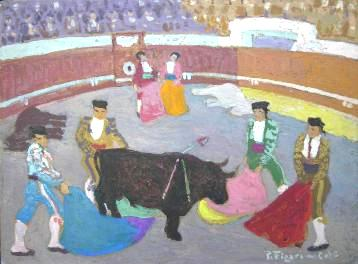
La Muerte (óleo s/cartón) - Death (oil on cardboard) - 60x80cm
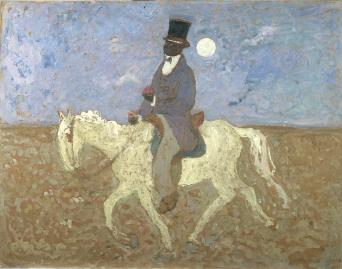
Flores silvestres (óleo s/cartón) - Wild flowers (oil on cardboard) - 53.5x68.5 cm
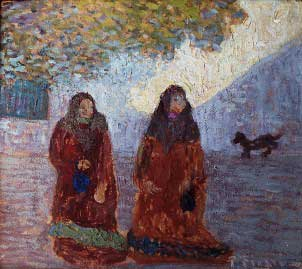
Mirá, Genoveva (óleo s/cartón) - Look, Genoveva (oil on cardboard) - 30x33.5 cm
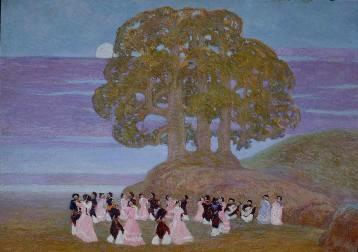
Pericón (óleo s/cartón) - (a creole dance) (oil on cardboard) - 70x100
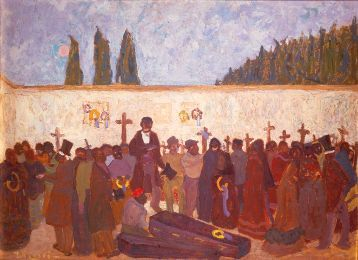
El homenaje (óleo s/cartón) - The homage (oil on cardboard) - 60x80cm
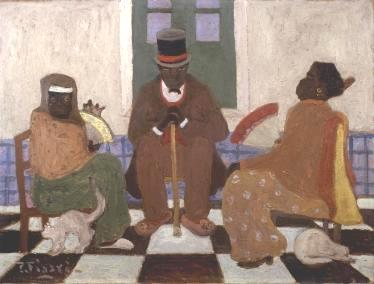
Visita pesada (óleo s/cartón) - Cumbersome Visit (oil on cardboard) - 48x63cm
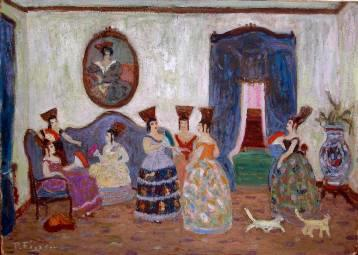
Las siete hermanas (óleo s/cartón) - The Seven Sisters (oil on cardboard)50x70cm
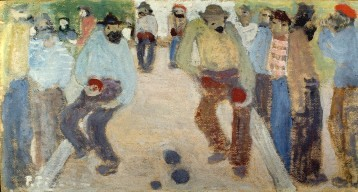
Mientras la bocha rueda (óleos/cartón) While the Bowl Rolls (oil on cardboard) - 26x50cm
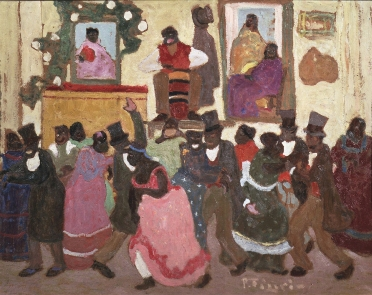
Candombe (óleo s/cartón) (oil on cardboard) 53x68cm
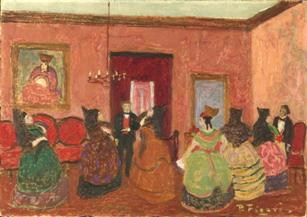
Un pedido a Rosas (óleo s/cartón) - A Request to Rosas (oil on cardboard) - 49x69cm
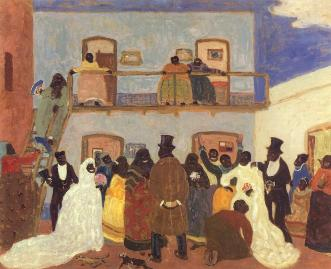
Doble boda (óleo s/cartón) - Double Wedding (oil on cardboard) - 79x98cm
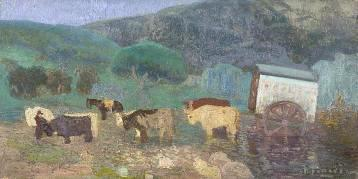
La carreta (óleo s/cartón) - The Oxcart (oil on cardboard) - 40x70cm
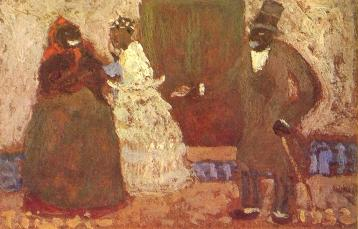
Galantería (óleo s/cartón) - Gallantry (oil on cardboard) - 16.5x25.5 cm
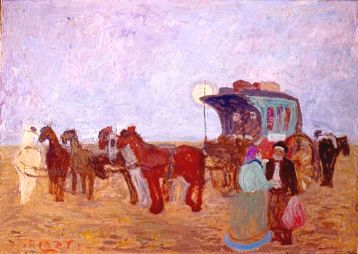
Recogiendo un pasajero (óleo s/cartón) Picking up a passenger - (oil on cardboard)

## روابط خارجية
- بيدرو فيغاري على موقع الموسوعة البريطانية (الإنجليزية)
- بيدرو فيغاري على موقع أوليمبيديا (الإنجليزية)